# Hendrik Frans Schaefels
Pour les articles homonymes, voir Schaefels.
Hendrik Frans Schaefels ou Henri François Schaefels, aussi connu sous le nom de Rik Schaefels, né le 2 décembre 1827 à Anvers et mort le 9 juin 1904 dans la même ville, est un peintre belge romantique, dessinateur et graveur connu pour ses paysages marins, védutes, peintures de genre, paysages avec figures et ses peintures d’histoire. Il travaille dans le style romantique populaire en Belgique au milieu du XIXe siècle et est très estimé en Europe pour ses représentations de batailles navales historiques.

## Biographie
Hendrik Frans Schaefels naît le 2 décembre 1827 à Anvers.

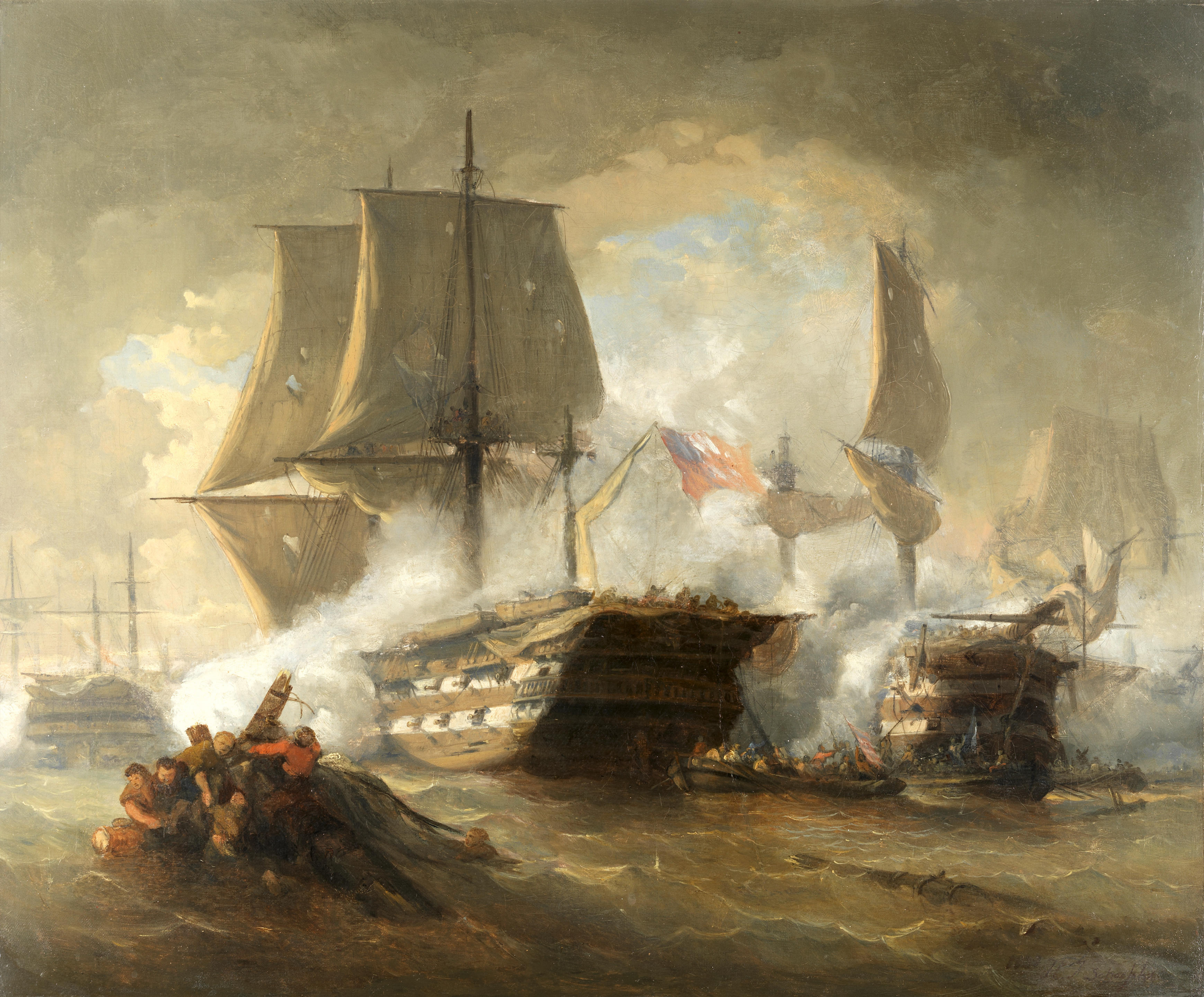
Bataille navale

Il est le fils de Hendrik Raphael Schaefels, peintre décoratif de style néo-classique et professeur de design décoratif à l'académie d'Anvers. Son frère aîné Victor Lucas Schaefels (1824-1885) devient peintre et dessinateur de natures mortes et professeur à l'Académie d'Anvers.
Hendrik Frans Schaefels commence comme étudiant à l'académie d'Anvers du peintre paysagiste Jan Baptiste de Jonghe et du paysagiste et de peintre de marines Jacob Jacobs. Après avoir quitté l'Académie, il travaille entre sa quinzième et sa dix septième année à l'atelier de Jan Michiel Ruyten, un peintre de paysages urbains, le travail de Ruyten laissera une marque importante sur les propres paysages urbains de Schaefels. Un paysage marin de Schaefel est accepté au salon triennal d'Anvers alors que l'artiste n'a que dix sept ans.
Schaefels passe toute sa carrière à Anvers. Il est ami avec de grands artistes et intellectuels anversois tels que Hendrik Conscience, Jan Lambrecht Domien Sleeckx, Max Rooses, Frans Van Kuyck et Peter Benoit. Schaefels est membre de l'association Artibus Patriae, fondée en 1865 dans le but de soutenir de nouvelles acquisitions par les musées d'Anvers. Il est pendant un certain temps engagé dans la politique locale pour le Parti catholique. De 1869 à 1872, il siège au conseil municipal d'Anvers où il représente les intérêts des artistes et la promotion de l'art en général.

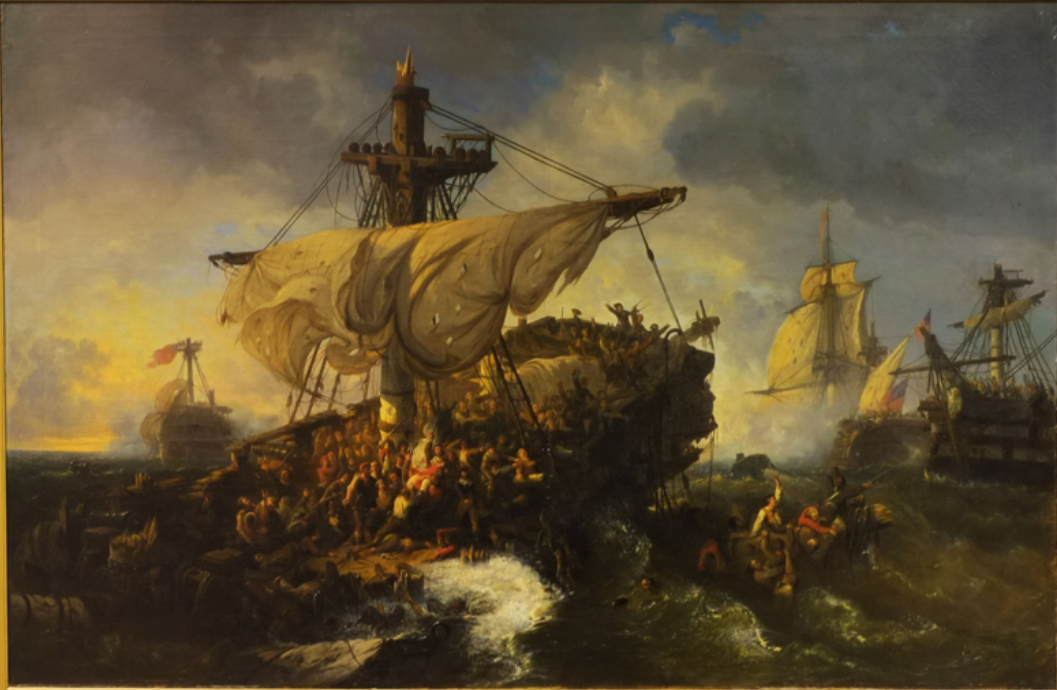
Le naufrage du Vengeur

Hendrik Frans Schaefels meurt le 9 juin 1904 dans sa même natale.

## Œuvres

### Généralité
Hendrik Frans Schaefels travaille dans de nombreux genres, y compris des peintures d'histoire, des paysages marins, peintures de genre, paysages avec figures et védutes. Ses premières œuvres, influencées par Jan Michiel Ruyten, consistent principalement en des paysages urbains d'Anvers et des scènes de genre. Il est aujourd'hui principalement connu pour ses paysages marins représentant souvent des événements historiques tels que les batailles maritimes et pour ses paysages urbains d'Anvers.

### Peintures marines

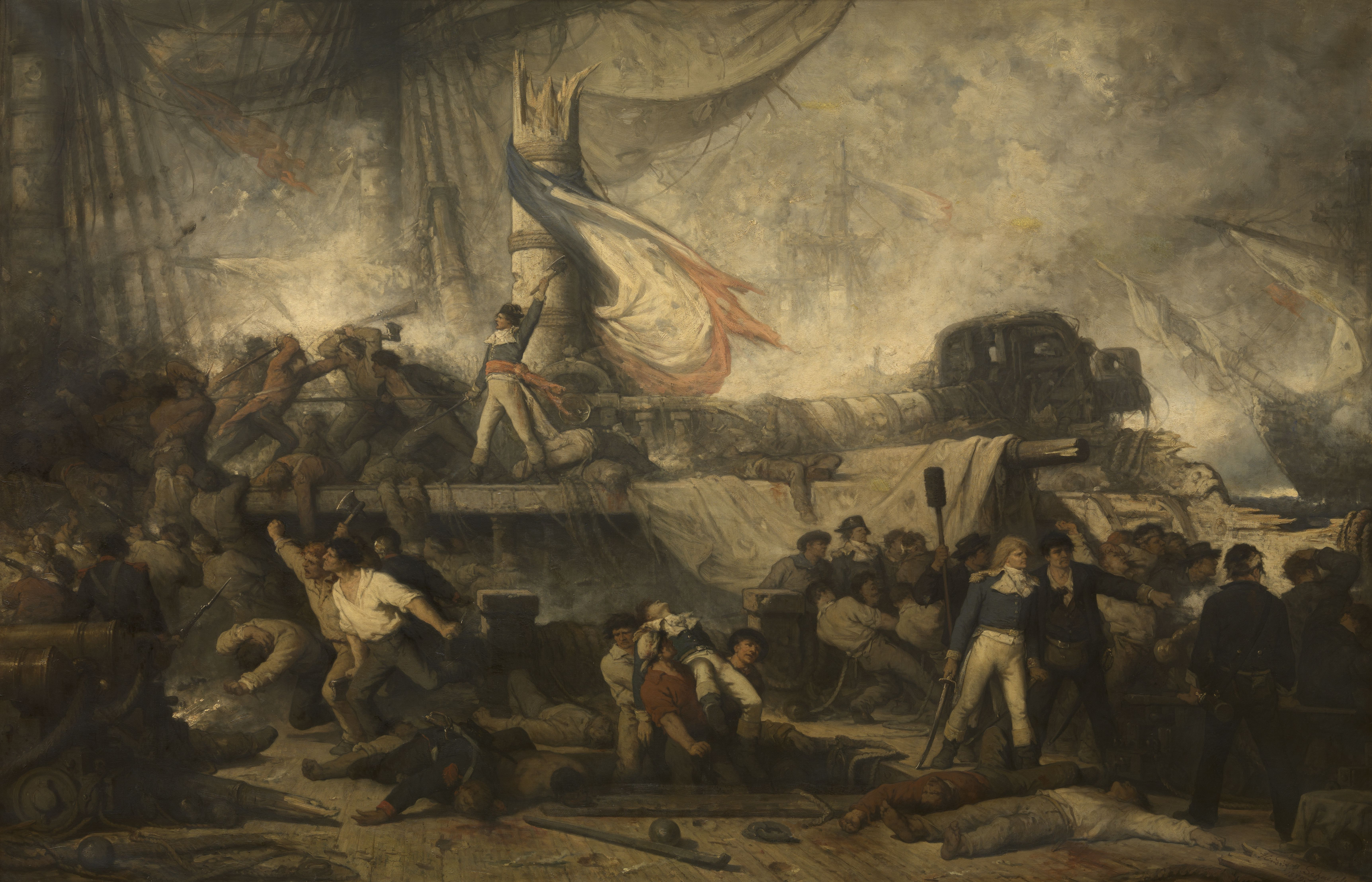
Le Algeciras à la Bataille de Trafalgar

La Belgique est sous l'influence de l'art romantique au moment où Schaefels commence sa carrière artistique. Les peintres romantiques belges comme Gustave Wappers (1803-1874), Nicaise de Keyser (1813- 1887), Edouard Hamman (1819-1888) et Gallait Louis (1810-1887) connaissent un succès international avec leurs peintures d'histoire. Il s'agit généralement d'événements glorieux ou célèbres dans l'histoire de ce qui est devenu l'État de Belgique, qui n'est créé comme pays indépendant que récemment en 1830. Ces thèmes historiques sont les sujets préférés des artistes travaillant dans les années 1830 à 1850.
Hendrik Frans Schaefels combine dans son travail cette tradition de la peinture d'histoire et de l'art marin. Il excelle dans ses représentations dramatiques de batailles navales et d'autres événements historiques qui se sont déroulés en mer, comme la Bataille de Trafalgar, épisodes des guerres entre l'Angleterre et la République hollandaise. Ses grandes compositions, dont les tailles varient de 2 à 9 mètres de long, présentent souvent un design pseudo-baroque. Schaefels peint les deux compositions représentant une bataille navale entière ainsi que des épisodes plus anecdotiques décrivant l'action sur le pont d'un seul navire de guerre, comme dans la Mort de Nelson. Pour ses batailles navales, il s'appuie sur la littérature historique et les documents imprimés.
Schaefels peint également des événements marins plus récents et plus pacifiques comme le Reine Victoria à bord du Yacht Royal, qui représente la visite d'Ostende en 1843 par la Reine Victoria avec son mari le Prince Albert.

### Védutes et peintures de genre

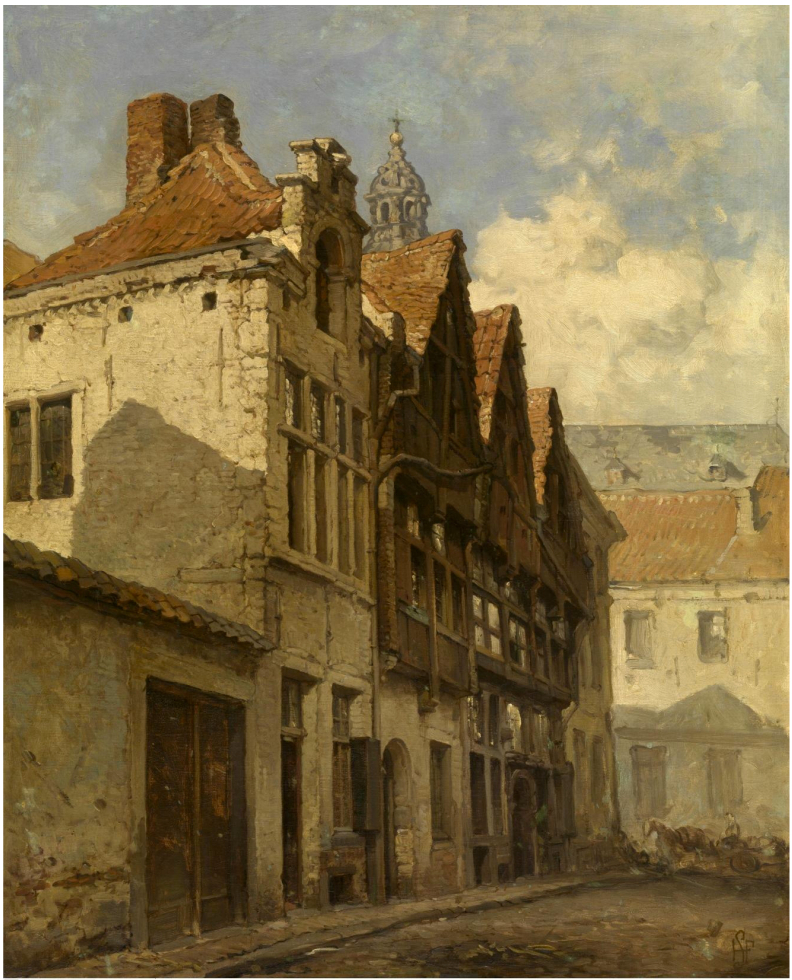
Stoelstraatje et la tour de l'Église Saint-Paul

Hendrik Frans Schaefels peint de nombreuses vues de la ville d'Anvers qui fournissent des preuves documentaires importantes sur la ville au XIXe siècle. Ces œuvres témoignent de l'influence de son maître Jan Michiel Ruyten. Comme d'autres peintres romantiques belges tels que Henri Leys et Nicaise De Keyser, il s'inspire de Faust de Goethe tel que vu dans sa Scène de Faust de Goethe (1863, mis aux enchères au Dorotheum le 15 février 2011 à Vienne, lot 31). Une composition intéressante peinte par Schaefels à deux reprises est La tombe de Rubens et de sa famille lors de son ouverture en 1855. La composition montre la tombe ouverte de Rubens éclairée par des bougies et est donc à la fois un document de l'événement et une expression de la vénération romantique de Schaefels pour le grand maître anversois Rubens,.
Schaefles peint également au début de sa carrière un certain nombre de scènes de genre comme En admirant le nouveau-né (1857, mis aux enchères chez Christie's les 19-20 septembre 2006 à Amsterdam, lot 204).

### Illustrations
Hendrik Frans Schaefels est très demandé en tant qu'illustrateur de livres et fournit des illustrations pour diverses publications contemporaines. Il illustre le recueil de nouvelles de 1854 intitulé Dorpsverhalen (Histoires de village) de l'écrivain flamand Jan Renier Snieders et est l'un des illustrateurs du roman De gasthuisnon : een verhael uit onzen tyd (La nonne de l'hôpital : une histoire de notre temps) d'August Snieders,.
Il est l'un des différents graphistes belges comme Adolphe-Alexandre Dillens et Félicien Rops qui illustrent la deuxième édition de La Légende d'Ulenspiegel publiée à Paris en 1869,.

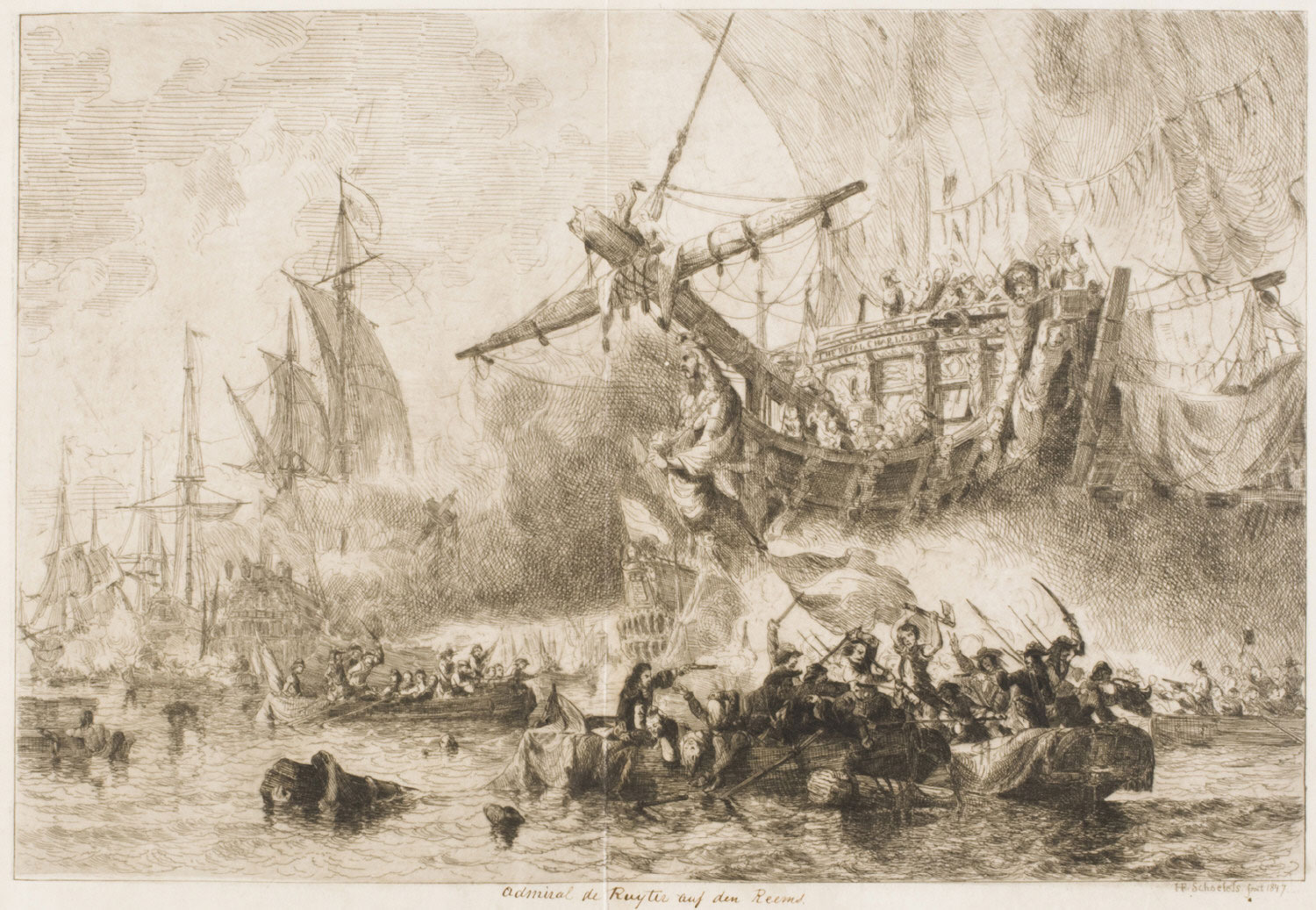
L'amiral Ruyter sur la Tamise

### Dessins et œuvres graphiques
Hendrik Frans Schaefels fait de nombreux dessins qui servent d'études pour ses peintures. Il passe une grande partie de son temps à l'extérieur à dessiner les bateaux et les activités dans le port d'Anvers et les maisons et les gens dans les rues d'Anvers. Ses dessins sont prudents et pittoresques. Ses dessins comprennent l'étude de tous les types de navires, cutters, choc cherry, clubs, personnes sur les quais, le quai, les chantiers navals et les premiers navires à vapeur tels que le'British Queen' et le'Baron Osy'. Les dessins et les notes que Schaefels ajoute à ses dessins fournissent des informations historiques sur le transport maritime et fluvial de l'époque. Une sélection de ses dessins fait partie de la collection du Musée Plantin-Moretus à Anvers.
Schaefels est un graveur passionné et ses estampes représentent les mêmes sujets que ses dessins et sont exécutées dans un style libre.